# ЛАЗ-52522
ЛАЗ-52522 — украинский высокопольный троллейбус, который выпускался с 1994 по 2006 годы Львовским автобусным заводом (ЛАЗ). Изготовлено 85 троллейбусов, большинство из которых до сих пор на ходу. Последние 4 были куплены для городов Тернополя и Черновцы.

## История
В 1960-х годах Львовский автобусный завод на основе автобуса ЛАЗ-695В выпустил несколько троллейбусов марки Киев-5 (ЛАЗ-695Э). В 1993 году из-за нехватки подвижного состава был выпущен первый троллейбус ЛАЗ-52522 на основе автобуса ЛАЗ-52521. После обкатки во Львове троллейбус был отправлен в Луцк на выставку. После этого в конструкцию внесли небольшие изменения и начали серийное производство.
В процессе производства вносилось много изменений, устанавливалось новое электрооборудование, а с 2005 года троллейбус начали выпускать на основе автобуса ЛАЗ-52527. В 2006 году были выпущены 4 последние машины. Они были направлены в Черновцы и Тернополь. Всего было выпущено 85 машин. На смену пришли новые модели ElectroLAZ-12 и сочленённые ElectroLAZ-20. Модель работает в 7 городах Украины, также модель работала в Донецке (единственный троллейбус списан) и Стаханове, где после закрытия троллейбусного движения все три троллейбуса были переданы в Лисичанск. 6 экземпляров даже работали за пределами Украины — 2 в Москве, но на сегодняшний день один списан, а другой передан в музей городского транспорта и возможно, 4 троллейбуса работают в Ашхабаде, но о их судьбе ничего не известно.
Большинство троллейбусов первых выпусков последние годы находилось в нерабочем состоянии по причине многих конструкторских недоработок, которые были исправлены в процессе производства. Примерно половина троллейбусов 1994—1996 годов выпуска на сегодняшний день списана.

## Города
Большинство (было 48 троллейбусов, осталось 4 единиц, из которых 3 — нерабочие) троллейбусов ЛАЗ-52522 используют во Львове. Также они используются в следующих городах:
- Антрацит — 3 единицы (1 не работает, является "донором")
- Белая Церковь — 3 единицы (2 из них сгорели: один — в 2001 г., другой — в 2009)
- Донецк — работала 1 единица, списан в 2009 г.
- Луцк — 1 единица (законсервирован)
- Лисичанск — 3 единицы (2 не работают по сост. на 2019 год)
- Москва — 2 единицы (1 направлен в музей, другой — в учебный комбинат)
- Николаев — 3 единицы
- Стаханов — 3 единицы, переданы в Лисичанск
- Тернополь — 2 единицы
- Черновцы — 8 единиц (1 списан в 2007 г., 2 списаны в 2012 г., 1 списан в 2013 г., 2 списаны в 2014г. )